# Cyperus betafensis
Cyperus betafensis är en halvgräsart som beskrevs av Henri Chermezon. Cyperus betafensis ingår i släktet papyrusar, och familjen halvgräs. Inga underarter finns listade i Catalogue of Life.